# Wrightia dubia
Wrightia dubia är en oleanderväxtart som först beskrevs av John Sims, och fick sitt nu gällande namn av Spreng.. Wrightia dubia ingår i släktet Wrightia och familjen oleanderväxter. Inga underarter finns listade i Catalogue of Life.